# Zelenîi Hai, Domanivka
Zelenîi Hai (în ucraineană Зелений Гай) este un sat în comuna Zelenîi Iar din raionul Domanivka, regiunea Mîkolaiiv, Ucraina.

## Demografie
Componența lingvistică a localității Zelenîi Hai
     Ucraineană (94,75%)
     Rusă (3,28%)
     Alte limbi (1,97%)
Conform recensământului din 2001, majoritatea populației localității Zelenîi Hai era vorbitoare de ucraineană (94,75%), existând în minoritate și vorbitori de rusă (3,28%).